# Jeronim Jasinskij
Jeronim Jeronimovič Jasinskij (30. dubna 1850 Charkov – 31. prosince 1931 Leningrad) byl polsko-ukrajinský romanopisec, básník, překladatel a literární kritik.

## Život
Jasinskij se narodil v Charkově v Ruské říši (nyní Ukrajina) v rodině právníka a statkáře Jeronima Jasinského šlechtice polského původu, a Ukrajinky Olgy Maksimovny Belinské, dceři borodinského hrdiny z roku 1812 plukovníka Maxima Belinského (jehož jméno později použil jako literární pseudonym). Od jedenácti let Jasinskij psal verše, které recitoval na rodinných literárních a hudebních večírcích.
Jasinskij získal dobré domácí vzdělání, pokračoval ve studiu na Černigovském gymnáziu a v roce 1868 se zapsal na Kyjevskou univerzitu, kterou opustil v roce 1871 poté, co se oženil s V. P. Ivanovou. Jeho žena se živě zajímala o hnutí za osvobození žen, měla na svého manžela velký vliv. V září 1870, po návratu do Černigova, Jasinskij debutoval jako esejista a začal publikovat články ve dvou novinách, Kievsky Vestnik a Kievsky Telegraph. Mnohé z těchto dřívějších kusů se později dostaly do sbírky Kijevskije rasskazy (1885).
Jeho první krátké romány (Nataška 1881; Spjasčaja krasavica 1883) byly velebeny ruskou levicovou literární elitou (zejména Michailem Saltykovem-Ščedrinem), která autora oslavovala jako „nového Garšina“. O několik let později se jeho hlavní romány (Irinarkh Plutarkhov, 1886; Staryj drug, 1887; Bolšoj čelovek, 1888 a později Pod plaščom satany, 1909), dostaly pod ostrou kritiku za údajné zesměšňování „revolučního hnutí“. Jasinskij spatřoval své poslání v „sestavení encyklopedie typů ruské inteligence, jak jsou pozorovány ve všech možných aspektech života“. Maxim Gorkij, který se k Jasinského knihám choval jako k laciným antirevolučním pamfletům, označil jejich autora za „špinavého a zlomyslného starce“.
Jeronim Jasinskij přijal revoluci z roku 1917, dokonce se prohlásil za „okamžitého bolševika“. Pracoval pro Proletkult, redigoval sovětské časopisy (Krasny ogonyok, Plamya, 1918–1919), psal sci-fi pro děti, r. 1923 přeložil báseň Friedricha Engelse „Abend“, přesto byl u kritiků neoblíbený. Při zpětném pohledu byla jeho kniha memoárů Roman mojej žizni (1926) uznávaná jako bystrá a cenná dokumentace ruského literárního a kulturního života konce 19. a počátku 20. století – zvláště životopisné eseje o Saltykovi-Ščedrinovi, Garšinovi, Nikolaji Alexandroviči Lejkinovi a Čechovovi. Zemřel ve věku 81 let v Leningradu, SSSR.
Mezi četnými pseudonymy, které používal, byly Maxim Belinsky, Nezavisimy a M. Tchunosov.

## Dílo

### Básně
- Stichotvorenija – Peterburg: 1890

### Próza
- Nataška: roman – 1881
- Spjaščaja krasavica: roman – 1883
- Kijevskije rasskazy – 1885

- Bunt Ivana Ivanyča; Vschody – Moskva: 1886[1]
- Staryj drug: roman – Peterburg: 1887
- Bolšoj čelovek – 1888
- Irinarch Plutarchov: roman – Peterburg: 1890
- Putevodnaja zvězda – Kijev: 1886[2]
- Veročka; Spjaščaja krasavica; Tendenzioznaja progulka – Peterburg: 1887
- Iskra Božija: roman – Peterburg: 1888
- Polnoje sobranije povestej i razskazov I. Jasinskago – Peterburg: 1888
- Velikij čelovek: roman – Peterburg: 1888
- Dobraja feja: roman – Peterburg: 1889
- Tragiki: roman – Peterburg: 1889
- Večnyj prazsnik. roman – Peterburg: 1891
- Licemery: roman – Peterburg: 1894
- Neokončennoje delo: novaja povesť. Peterburg: 1895
- Amerikancy: razskaz – Lvov: 1896[3]
- Zagadočnyja otnošenija: novyj roman – I. Jasinskij + [Zimnije večera: novella – D. Merežkovskij]. — Peterburg: 1896
- Ordinarnyj professor: roman – Peterburg: 1897[4]
- Tarakanij bunt: Russkaja pověst’ – Peterburg: 1899[5]
- Sovremennik: povest’ v pis’mach – Stuttgart:
- Semidesjatyje gody: povesti i razskazy – Peterburg: 1901
- Peterburgskije Tumany: roman – Stuttgart: 1905?
- Pod plaščom satany – 1909
- Ljudi i neljudi: razskazy – Peterburg: 1915?
- Žar-ptica: roman – Peterburg: 1915?
- Roman mojej žizni: kniga vospominanij – Moskva: 1926

### Překlady
- Sobranije sočinenij V. Tekkereja. Tom tretij, Vdovec Lovel‘: roman. Kniga snobov: jumorističeskije očerki. Istorija Titmarša i Goggartovskago almaza: pověst‘. Duch Sinej borody: razskaz – perevod I. I. Jasinskago, V. A. Timirjazeva, M. A. Šišmarevoj. Peterburg: 1894–1895[6]
- Sobranije sočinenij Čarl’za Dikkensa. Tom četvertyj, Žizn’ i priključenija Martyna Čezl’uita: roman. [Čast’ I] – Peterburg: 1896
- Sobranije sočinenij Čarl’za Dikkensa. Tom pjatyj, Žizn’ i priključenija Martyna Čezl’uita: roman. Čast’ II – Peterburg: 1896[7]
- Sobranije sočinenij Gustava Flobera – redaktor F. I. Bulgakov; perevod I. I. Jasinskago; A. G. Gornfel’da; Je. G. Beketovoj; M. A. Èngel’gardt. Peterburg: 1896[8][9]
- Sobranije sočinenij Èmilja Zola. Tom pjatnadcatyj, Naslaždenije žizn’ju: roman – Peterburg: 1897[10]

### V češtině
- Tragikové: román – přeložil František Vrána. Praha: Národní tiskárna a nakladatelství, 1889[11]
- 1. březen 1881: román – př. Jiří Ščerbinský. Praha: Edvard Beaufort, 1908[12]
- Američané – př. Bohuš Baša; in: 1000 nejkrásnějších novel... č. 24. Praha: J. R. Vilímek, 1912